# 4 Heures de Portimão 2022
Navigation
Édition précédente Édition suivante
Les 4 Heures de Portimão 2022, disputées le 16 octobre 2022 sur l'Autódromo Internacional do Algarve sont la sixième et dernière manche de l'European Le Mans Series 2022.

## Engagés

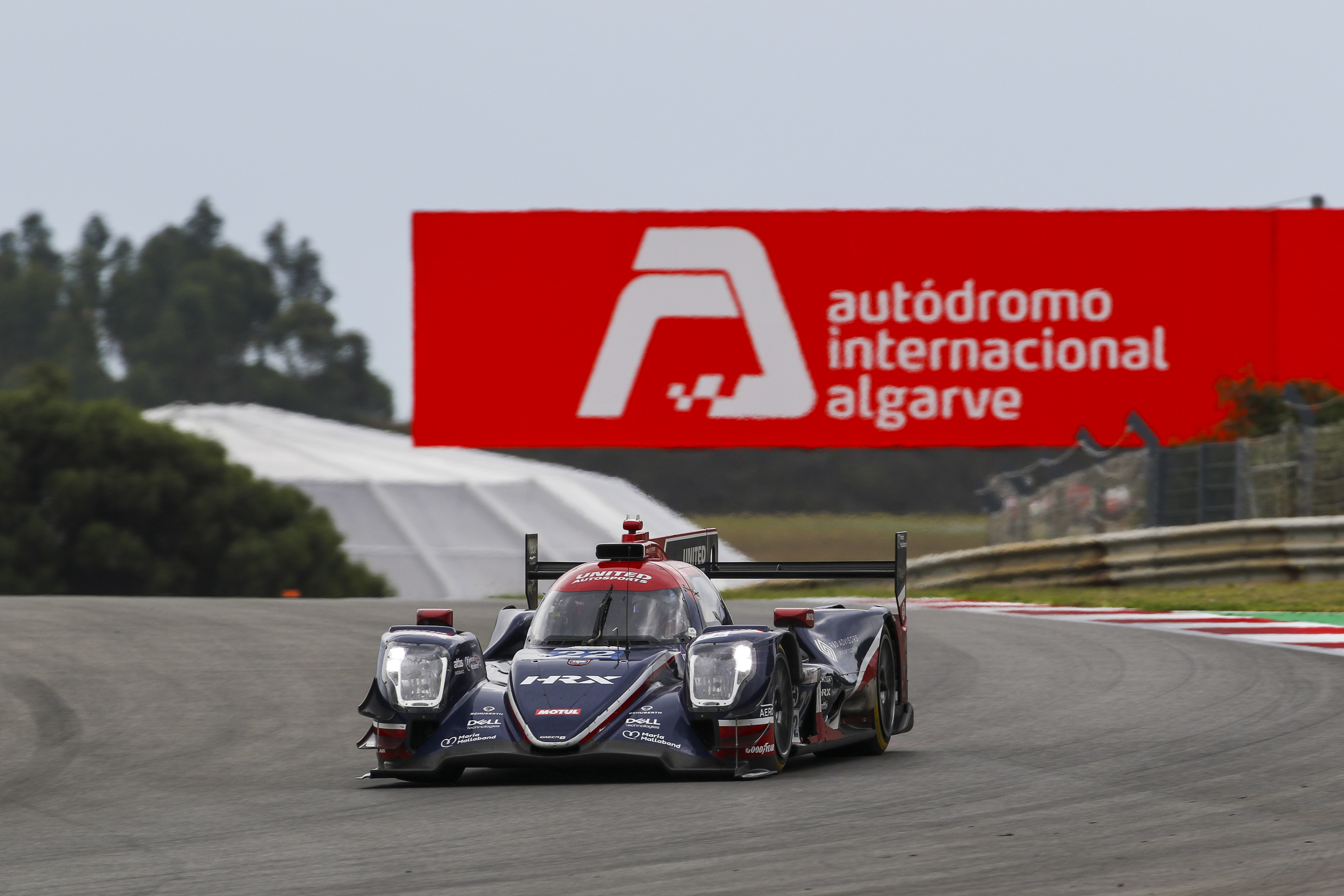
Oreca 07 de l'écurie United Autosports

## Qualifications
| Pos. | Classe | N° | Écurie                    | Pilote                 | Temps          | Écart    |
| 1    | LMP2   | 34 | Racing Team Turkey        | Jack Aitken            | 1 min 32 s 375 | --       |
| 2    | LMP2   | 9  | Prema Racing              | Louis Delétraz         | 1 min 32 s 447 | 0 s 072  |
| 3    | LMP2   | 47 | Algarve Pro Racing        | James Allen            | 1 min 32 s 551 | 0 s 176  |
| 4    | LMP2   | 65 | Panis Racing              | Job van Uitert         | 1 min 32 s 592 | 0 s 217  |
| 5    | LMP2   | 22 | United Autosports         | Tom Gamble             | 1 min 32 s 638 | 0 s 263  |
| 6    | LMP2   | 31 | TDS Racing x Vaillante    | Mathias Beche          | 1 min 32 s 742 | 0 s 367  |
| 7    | LMP2   | 43 | Inter Europol Competition | Pietro Fittipaldi      | 1 min 32 s 787 | 0 s 412  |
| 8    | LMP2   | 83 | IDEC Sport                | Paul-Loup Chatin       | 1 min 32 s 878 | 0 s 503  |
| 9    | LMP2   | 88 | AF Corse                  | Alessio Rovera         | 1 min 32 s 920 | 0 s 545  |
| 10   | LMP2   | 24 | Nielsen Racing            | Ben Hanley             | 1 min 32 s 934 | 0 s 559  |
| 11   | LMP2   | 37 | Cool Racing               | Yifei Ye               | 1 min 33 s 032 | 0 s 657  |
| 12   | LMP2   | 35 | BHK Motorsport            | Sergio Campana         | 1 min 33 s 120 | 0 s 745  |
| 13   | LMP2   | 20 | Mühlner Motorsport        | Ugo de Wilde           | 1 min 33 s 137 | 0 s 762  |
| 14   | LMP2   | 51 | Team Virage               | Gabriel Aubry          | 1 min 33 s 218 | 0 s 843  |
| 15   | LMP2   | 30 | Duqueine Team             | Richard Bradley        | 1 min 33 s 374 | 0 s 999  |
| 16   | LMP2   | 19 | Algarve Pro Racing        | Bent Viscaal           | 1 min 33 s 421 | 1 s 046  |
| 17   | LMP3   | 17 | Cool Racing               | Malthe Jakobsen        | 1 min 37 s 100 | 4 s 725  |
| 18   | LMP3   | 13 | Inter Europol Competition | Guilherme Oliveira     | 1 min 37 s 275 | 4 s 900  |
| 19   | LMP3   | 3  | United Autosports         | Kay Van Berlo          | 1 min 37 s 570 | 5 s 195  |
| 20   | LMP3   | 4  | DKR Engineering           | Sebastián Álvarez (en) | 1 min 37 s 676 | 5 s 301  |
| 21   | LMP3   | 27 | Cool Racing               | Antoine Doquin         | 1 min 37 s 806 | 5 s 431  |
| 22   | LMP3   | 15 | RLR Msport                | Valentino Catalano     | 1 min 37 s 883 | 5 s 508  |
| 23   | LMP3   | 10 | Eurointernational         | Xavier Lloveras        | 1 min 37 s 886 | 5 s 511  |
| 24   | LMP3   | 2  | United Autosports         | Bailey Voisin          | 1 min 37 s 923 | 5 s 548  |
| 25   | LMP3   | 14 | Inter Europol Competition | Mateusz Kaprzyk        | 1 min 38 s 149 | 5 s 774  |
| 26   | LMP3   | 5  | RLR Msport                | Alex Kapadia           | 1 min 38 s 153 | 5 s 778  |
| 27   | LMP3   | 6  | 360 Racing                | Ross Kaiser            | 1 min 38 s 228 | 5 s 853  |
| 28   | LMP3   | 7  | Nielsen Racing            | James Littlejohn       | 1 min 38 s 579 | 6 s 204  |
| 29   | LMP3   | 11 | Eurointernational         | Max Koebolt            | 1 min 38 s 689 | 6 s 314  |
| 30   | LMGTE  | 83 | Iron Lynx                 | Sarah Bovy             | 1 min 41 s 888 | 9 s 513  |
| 31   | LMGTE  | 66 | JMW Motorsport            | Giacomo Petrobelli     | 1 min 41 s 916 | 9 s 541  |
| 32   | LMGTE  | 32 | Rinaldi Racing            | Diego Alessi           | 1 min 42 s 015 | 9 s 640  |
| 33   | LMGTE  | 69 | Oman Racing avec TF Sport | Ahmad Al Harthy        | 1 min 42 s 084 | 9 s 709  |
| 34   | LMGTE  | 77 | Proton Competition        | Christian Ried         | 1 min 42 s 273 | 9 s 898  |
| 35   | LMGTE  | 93 | Proton Competition        | Michael Fassbender     | 1 min 42 s 585 | 10 s 210 |
| 36   | LMGTE  | 57 | Car Guy Racing            | Takeshi Kimura         | 1 min 42 s 651 | 10 s 276 |
| 37   | LMGTE  | 33 | Rinaldi Racing            | Christian Hook         | 1 min 43 s 457 | 11 s 082 |
| 38   | LMGTE  | 60 | Iron Lynx                 | Claudio Schiavoni      | 1 min 43 s 644 | 11 s 269 |
| 39   | LMGTE  | 95 | Oman Racing avec TF Sport | John Hartshorne        | 1 min 44 s 408 | 12 s 033 |
| 40   | LMGTE  | 18 | Absolute Racing           | Andrew Haryanto        | 1 min 45 s 299 | 12 s 924 |

## Course

### Classement de la course
Voici le classement provisoire au terme de la course.
- Les vainqueurs de chaque catégorie sont signalés par un fond jauni.
- Pour la colonne Pneus, il faut passer le curseur au-dessus du modèle pour connaître le manufacturier de pneumatiques.

| Pos  | Classe | no | Écurie                    | Pilotes                                                    | Châssis                        | Pneus | Tours      | Temps       |
| Pos  | Classe | no | Écurie                    | Pilotes                                                    | Moteur                         | Pneus | Tours      | Temps       |
| ---- | ------ | -- | ------------------------- | ---------------------------------------------------------- | ------------------------------ | ----- | ---------- | ----------- |
| 1    | LMP2   | 9  | Prema Racing              | Juan Manuel Correa Louis Delétraz Ferdinand Habsburg       | Oreca 07                       | G     | 126        | 4:00:17.688 |
| 1    | LMP2   | 9  | Prema Racing              | Juan Manuel Correa Louis Delétraz Ferdinand Habsburg       | Gibson GK428 4,2 l V8 Atmo     | G     | 126        | 4:00:17.688 |
| 2    | LMP2   | 65 | Panis Racing              | Julien Canal Nicolas Jamin Job van Uitert                  | Oreca 07                       | G     | 126        | 49.262      |
| 2    | LMP2   | 65 | Panis Racing              | Julien Canal Nicolas Jamin Job van Uitert                  | Gibson GK428 4,2 l V8 Atmo     | G     | 126        | 49.262      |
| 3    | LMP2   | 37 | Cool Racing               | Niklas Krütten Nicolas Lapierre Yifei Ye                   | Oreca 07                       | G     | 126        | 51.296      |
| 3    | LMP2   | 37 | Cool Racing               | Niklas Krütten Nicolas Lapierre Yifei Ye                   | Gibson GK428 4,2 l V8 Atmo     | G     | 126        | 51.296      |
| 4    | LMP2   | 43 | Inter Europol Competition | Pietro Fittipaldi David Heinemeier Hansson Fabio Scherer   | Oreca 07                       | G     | 125        | + 1 tour    |
| 4    | LMP2   | 43 | Inter Europol Competition | Pietro Fittipaldi David Heinemeier Hansson Fabio Scherer   | Gibson GK428 4,2 l V8 Atmo     | G     | 125        | + 1 tour    |
| 5    | LMP2   | 19 | Algarve Pro Racing        | Bent Viscaal Filip Ugran                                   | Oreca 07                       | G     | 125        | + 1 tour    |
| 5    | LMP2   | 19 | Algarve Pro Racing        | Bent Viscaal Filip Ugran                                   | Gibson GK428 4,2 l V8 Atmo     | G     | 125        | + 1 tour    |
| 6    | LMP2   | 34 | Racing Team Turkey        | J. AITKEN Charlie Eastwood Salih Yoluç                     | Oreca 07                       | G     | 125        | + 1 tour    |
| 6    | LMP2   | 34 | Racing Team Turkey        | J. AITKEN Charlie Eastwood Salih Yoluç                     | Gibson GK428 4,2 l V8 Atmo     | G     | 125        | + 1 tour    |
| 7    | LMP2   | 28 | IDEC Sport                | Paul-Loup Chatin Paul Lafargue Patrick Pilet               | Oreca 07                       | G     | 124        | + 2 tours   |
| 7    | LMP2   | 28 | IDEC Sport                | Paul-Loup Chatin Paul Lafargue Patrick Pilet               | Gibson GK428 4,2 l V8 Atmo     | G     | 124        | + 2 tours   |
| 8    | LMP2   | 88 | AF Corse                  | Nicklas Nielsen François Perrodo Alessio Rovera            | Oreca 07                       | G     | 124        | + 2 tours   |
| 8    | LMP2   | 88 | AF Corse                  | Nicklas Nielsen François Perrodo Alessio Rovera            | Gibson GK428 4,2 l V8 Atmo     | G     | 124        | + 2 tours   |
| 9    | LMP2   | 30 | Duqueine Team             | Memo Rojas Richard Bradley R. ANDRADE                      | Oreca 07                       | G     | 124        | + 2 tours   |
| 9    | LMP2   | 30 | Duqueine Team             | Memo Rojas Richard Bradley R. ANDRADE                      | Gibson GK428 4,2 l V8 Atmo     | G     | 124        | + 2 tours   |
| 10   | LMP2   | 24 | Nielsen Racing            | Matthew Bell Ben Hanley Rodrigo Sales                      | Oreca 07                       | G     | 122        | + 4 tours   |
| 10   | LMP2   | 24 | Nielsen Racing            | Matthew Bell Ben Hanley Rodrigo Sales                      | Gibson GK428 4,2 l V8 Atmo     | G     | 122        | + 4 tours   |
| 11   | LMP2   | 31 | TDS Racing x Vaillante    | Mathias Beche Philippe Cimadomo Tijmen van der Helm        | Oreca 07                       | G     | 121        | + 5 tours   |
| 11   | LMP2   | 31 | TDS Racing x Vaillante    | Mathias Beche Philippe Cimadomo Tijmen van der Helm        | Gibson GK428 4,2 l V8 Atmo     | G     | 121        | + 5 tours   |
| 12   | LMP3   | 17 | Cool Racing               | Mike Benham Malthe Jakobsen Maurice Smith                  | Ligier JS P320                 | M     | 121        | + 5 tours   |
| 12   | LMP3   | 17 | Cool Racing               | Mike Benham Malthe Jakobsen Maurice Smith                  | Nissan VK56 5,6 l V8 Atmo      | M     | 121        | + 5 tours   |
| 13   | LMP3   | 2  | United Autosports         | Josh Caygill Bailey Voisin Finn Gehrsitz                   | Ligier JS P320                 | M     | 120        | + 6 tours   |
| 13   | LMP3   | 2  | United Autosports         | Josh Caygill Bailey Voisin Finn Gehrsitz                   | Nissan VK56 5,6 l V8 Atmo      | M     | 120        | + 6 tours   |
| 14   | LMP2   | 35 | BHK Motorsport            | Francesco Dracone Sergio Campana Markus Pommer             | Oreca 07                       | G     | 119        | + 7 tours   |
| 14   | LMP2   | 35 | BHK Motorsport            | Francesco Dracone Sergio Campana Markus Pommer             | Gibson GK428 4,2 l V8 Atmo     | G     | 119        | + 7 tours   |
| 15   | LMP3   | 27 | Cool Racing               | Antoine Doquin Jean-Ludovic Foubert Nicolas Maulini        | Ligier JS P320                 | M     | 119        | + 7 tours   |
| 15   | LMP3   | 27 | Cool Racing               | Antoine Doquin Jean-Ludovic Foubert Nicolas Maulini        | Nissan VK56 5,6 l V8 Atmo      | M     | 119        | + 7 tours   |
| 16   | LMP3   | 3  | United Autosports         | Jim McGuire Andrew Bentley Kay Van Berlo                   | Ligier JS P320                 | M     | 119        | + 7 tours   |
| 16   | LMP3   | 3  | United Autosports         | Jim McGuire Andrew Bentley Kay Van Berlo                   | Nissan VK56 5,6 l V8 Atmo      | M     | 119        | + 7 tours   |
| 17   | LMP3   | 5  | RLR Msport                | Nick Adcock Michael Jensen Alex Kapadia                    | Ligier JS P320                 | M     | 119        | + 7 tours   |
| 17   | LMP3   | 5  | RLR Msport                | Nick Adcock Michael Jensen Alex Kapadia                    | Nissan VK56 5,6 l V8 Atmo      | M     | 119        | + 7 tours   |
| 18   | LMP3   | 4  | DKR Engineering           | Sebastián Álvarez (en) Alexander Bukhantsov Tom Van Rompuy | Duqueine M30 - D08             | M     | 119        | + 7 tours   |
| 18   | LMP3   | 4  | DKR Engineering           | Sebastián Álvarez (en) Alexander Bukhantsov Tom Van Rompuy | Nissan VK56 5,6 l V8 Atmo      | M     | 119        | + 7 tours   |
| 19   | LMGTE  | 83 | Iron Lynx                 | Sarah Bovy Michelle Gatting Doriane Pin                    | Ferrari 488 GTE Evo            | G     | 118        | + 8 tours   |
| 19   | LMGTE  | 83 | Iron Lynx                 | Sarah Bovy Michelle Gatting Doriane Pin                    | Ferrari F154CB 3,9 l V8 Turbo  | G     | 118        | + 8 tours   |
| 20   | LMP3   | 15 | RLR Msport                | Valentino Catalano Horst Felbermayr, Jr. Austin McCusker   | Ligier JS P320                 | M     | 118        | + 8 tours   |
| 20   | LMP3   | 15 | RLR Msport                | Valentino Catalano Horst Felbermayr, Jr. Austin McCusker   | Nissan VK56 5,6 l V8 Atmo      | M     | 118        | + 8 tours   |
| 21   | LMGTE  | 69 | Oman Racing avec TF Sport | Ahmad Al Harthy Sam De Haan Marco Sørensen                 | Aston Martin Vantage AMR       | G     | 117        | + 9 tours   |
| 21   | LMGTE  | 69 | Oman Racing avec TF Sport | Ahmad Al Harthy Sam De Haan Marco Sørensen                 | Aston Martin 4,0 l V8 Bi-Turbo | G     | 117        | + 9 tours   |
| 22   | LMGTE  | 57 | Car Guy Racing            | T. KIMURA Frederik Schandorff Mikkel Jensen                | Ferrari 488 GTE Evo            | G     | 117        | + 9 tours   |
| 22   | LMGTE  | 57 | Car Guy Racing            | T. KIMURA Frederik Schandorff Mikkel Jensen                | Ferrari F154CB 3,9 l V8 Turbo  | G     | 117        | + 9 tours   |
| 23   | LMGTE  | 60 | Iron Lynx                 | Matteo Cressoni Davide Rigon Claudio Schiavoni             | Ferrari 488 GTE Evo            | G     | 117        | + 9 tours   |
| 23   | LMGTE  | 60 | Iron Lynx                 | Matteo Cressoni Davide Rigon Claudio Schiavoni             | Ferrari F154CB 3,9 l V8 Turbo  | G     | 117        | + 9 tours   |
| 24   | LMGTE  | 77 | Proton Competition        | Gianmaria Bruni Lorenzo Ferrari Christian Ried             | Porsche 911 RSR-19             | G     | 116        | + 10 tours  |
| 24   | LMGTE  | 77 | Proton Competition        | Gianmaria Bruni Lorenzo Ferrari Christian Ried             | Porsche 4,2 l Flat-6 Atmo      | G     | 116        | + 10 tours  |
| 25   | LMP3   | 14 | Inter Europol Competition | Noam Abramczyk James Dayson Mateusz Kaprzyk                | Ligier JS P320                 | M     | 116        | + 10 tours  |
| 25   | LMP3   | 14 | Inter Europol Competition | Noam Abramczyk James Dayson Mateusz Kaprzyk                | Nissan VK56 5,6 l V8 Atmo      | M     | 116        | + 10 tours  |
| 26   | LMGTE  | 18 | Absolute Racing           | Andrew Haryanto Alessio Picariello Martin Rump             | Porsche 911 RSR-19             | G     | 116        | + 10 tours  |
| 26   | LMGTE  | 18 | Absolute Racing           | Andrew Haryanto Alessio Picariello Martin Rump             | Porsche 4,2 l Flat-6 Atmo      | G     | 116        | + 10 tours  |
| 27   | LMGTE  | 66 | JMW Motorsport            | Giacomo Petrobelli Sean Hudspeth Matthew Payne             | Ferrari 488 GTE Evo            | G     | 116        | + 10 tours  |
| 27   | LMGTE  | 66 | JMW Motorsport            | Giacomo Petrobelli Sean Hudspeth Matthew Payne             | Ferrari F154CB 3,9 l V8 Turbo  | G     | 116        | + 10 tours  |
| 28   | LMGTE  | 93 | Proton Competition        | Michael Fassbender Richard Lietz Zacharie Robichon         | Porsche 911 RSR-19             | 116   | + 10 tours |             |
| 28   | LMGTE  | 93 | Proton Competition        | Michael Fassbender Richard Lietz Zacharie Robichon         | Porsche 4,2 l Flat-6 Atmo      | 116   | + 10 tours |             |
| 29   | LMGTE  | 32 | Rinaldi Racing            | Nicolas Varrone Diego Alessi                               | Ferrari 488 GTE Evo            | G     | 115        | + 11 tours  |
| 29   | LMGTE  | 32 | Rinaldi Racing            | Nicolas Varrone Diego Alessi                               | Ferrari F154CB 3,9 l V8 Turbo  | G     | 115        | + 11 tours  |
| 30   | LMP3   | 10 | Eurointernational         | Xavier Lloveras Miguel Cristóvão                           | Ligier JS P320                 | M     | 115        | + 11 tours  |
| 30   | LMP3   | 10 | Eurointernational         | Xavier Lloveras Miguel Cristóvão                           | Nissan VK56 5,6 l V8 Atmo      | M     | 115        | + 11 tours  |
| N.c. | LMP3   | 13 | Inter Europol Competition | Charles Crews Nico Pino Guilherme Oliveira                 | Ligier JS P320                 | M     | 113        | Contact     |
| N.c. | LMP3   | 13 | Inter Europol Competition | Charles Crews Nico Pino Guilherme Oliveira                 | Nissan VK56 5,6 l V8 Atmo      | M     | 113        | Contact     |
| N.c. | LMGTE  | 95 | Oman Racing avec TF Sport | Jonny Adam John Hartshorne Henrique Chaves                 | Aston Martin Vantage AMR       | G     | 110        | Contact     |
| N.c. | LMGTE  | 95 | Oman Racing avec TF Sport | Jonny Adam John Hartshorne Henrique Chaves                 | Aston Martin 4,0 l V8 Bi-Turbo | G     | 110        | Contact     |
| N.c. | LMP2   | 22 | United Autosports         | Tom Gamble Philip Hanson Duncan Tappy                      | Oreca 07                       | G     | 95         |             |
| N.c. | LMP2   | 22 | United Autosports         | Tom Gamble Philip Hanson Duncan Tappy                      | Gibson GK428 4,2 l V8 Atmo     | G     | 95         |             |
| N.c. | LMP2   | 51 | Team Virage               | Gabriel Aubry Rob Hodes Ian Rodríguez (en)                 | Oreca 07                       | G     | 83         |             |
| N.c. | LMP2   | 51 | Team Virage               | Gabriel Aubry Rob Hodes Ian Rodríguez (en)                 | Gibson GK428 4,2 l V8 Atmo     | G     | 83         |             |
| N.c. | LMGTE  | 33 | Rinaldi Racing            | C. HOOK F. CRESTANI J. BLEEKEMOLEN                         | Ferrari 488 GTE Evo            | G     | 78         |             |
| N.c. | LMGTE  | 33 | Rinaldi Racing            | C. HOOK F. CRESTANI J. BLEEKEMOLEN                         | Ferrari F154CB 3,9 l V8 Turbo  | G     | 78         |             |
| N.c. | LMP2   | 47 | Algarve Pro Racing        | James Allen John Falb Alex Peroni                          | Oreca 07                       | G     | 56         |             |
| N.c. | LMP2   | 47 | Algarve Pro Racing        | James Allen John Falb Alex Peroni                          | Gibson GK428 4,2 l V8 Atmo     | G     | 56         |             |
| N.c. | LMP3   | 6  | 360 Racing                | Terrence Woodward Ross Kaiser S. SERRANO                   | Ligier JS P320                 | M     | 39         |             |
| N.c. | LMP3   | 6  | 360 Racing                | Terrence Woodward Ross Kaiser S. SERRANO                   | Nissan VK56 5,6 l V8 Atmo      | M     | 39         |             |
| N.c. | LMP2   | 21 | Mühlner Motorsport        | Matthias Kaiser Thomas Laurent Ugo de Wilde                | Oreca 07                       | G     | 16         |             |
| N.c. | LMP2   | 21 | Mühlner Motorsport        | Matthias Kaiser Thomas Laurent Ugo de Wilde                | Gibson GK428 4,2 l V8 Atmo     | G     | 16         |             |
| N.c. | LMP3   | 7  | Nielsen Racing            | James Littlejohn Anthony Wells                             | Ligier JS P320                 | M     | 14         |             |
| N.c. | LMP3   | 7  | Nielsen Racing            | James Littlejohn Anthony Wells                             | Nissan VK56 5,6 l V8 Atmo      | M     | 14         |             |

## Pole position et record du tour
- Pole position :  Jack Aitken sur n°34  Racing Team Turkey en 1 min 32 s 375.
- Meilleur tour en course :  Juan Manuel Correa sur n°9  Prema Racing  en 1 min 33 s 547  au 37e tour.

## Tours en tête
- no 34 Oreca 07 - Racing Team Turkey : 1 tour (1)[3]
- no 9 Oreca 07 - Prema Racing  : 66 tours (2-9 / 69-126)
- no 43 Oreca 07 - Inter Europol Competition : 35 tours (10-44)
- no 31 Oreca 07 - TDS Racing x Vaillante : 24 tours (45̈-68)

## À noter
- Longueur du circuit : 4,653 km
- Distance parcourue par les vainqueurs : 586,278 km